# Grand Prix de Lys-lez-Lannoy
Le Grand Prix de Lys-lez-Lannoy est une course cycliste française, organisée de 1996 à 2008 à  Lys-lez-Lannoy dans le département du Nord, en région Hauts-de-France.
À partir de 2009, cette épreuve n'est plus renouvelée.

## Palmarès
| Année | Vainqueur            | Deuxième           | Troisième             |
| ----- | -------------------- | ------------------ | --------------------- |
| 1996  | Sylvain Lajoie       | Gino Verheyden     | Christophe Leroscouet |
| 1997  | Grégory Barbier      | Paul Haghedooren   | Yannick Luccini       |
| 1999  | Kirk O'Bee           |                    |                       |
| 2000  | Jean-Philippe Yon    | Mathieu Cassez     | Grégory Faghel        |
| 2001  | Nicolas L'Hôte       | Christophe Laurent | Jérémie Dérangère     |
| 2002  | Tony Cavet           | Łukasz Podolski    | Martial Locatelli     |
| 2004  | Ian McLeod           | Mickaël Leveau     | Nicholas White        |
| 2005  | Vincent Jérôme       | Jean Zen           | Franck Champeymont    |
| 2006  | Fabrice Jeandesboz   | Kieran Page        | Sergey Krushevskiy    |
| 2007  | Justas Volungevicius | Tony Cavet         | Yves Van Gorp         |
| 2008  | Stéphane Rossetto    | Guillaume Blot     | Benoît Daeninck       |